# Ad-Dukhan

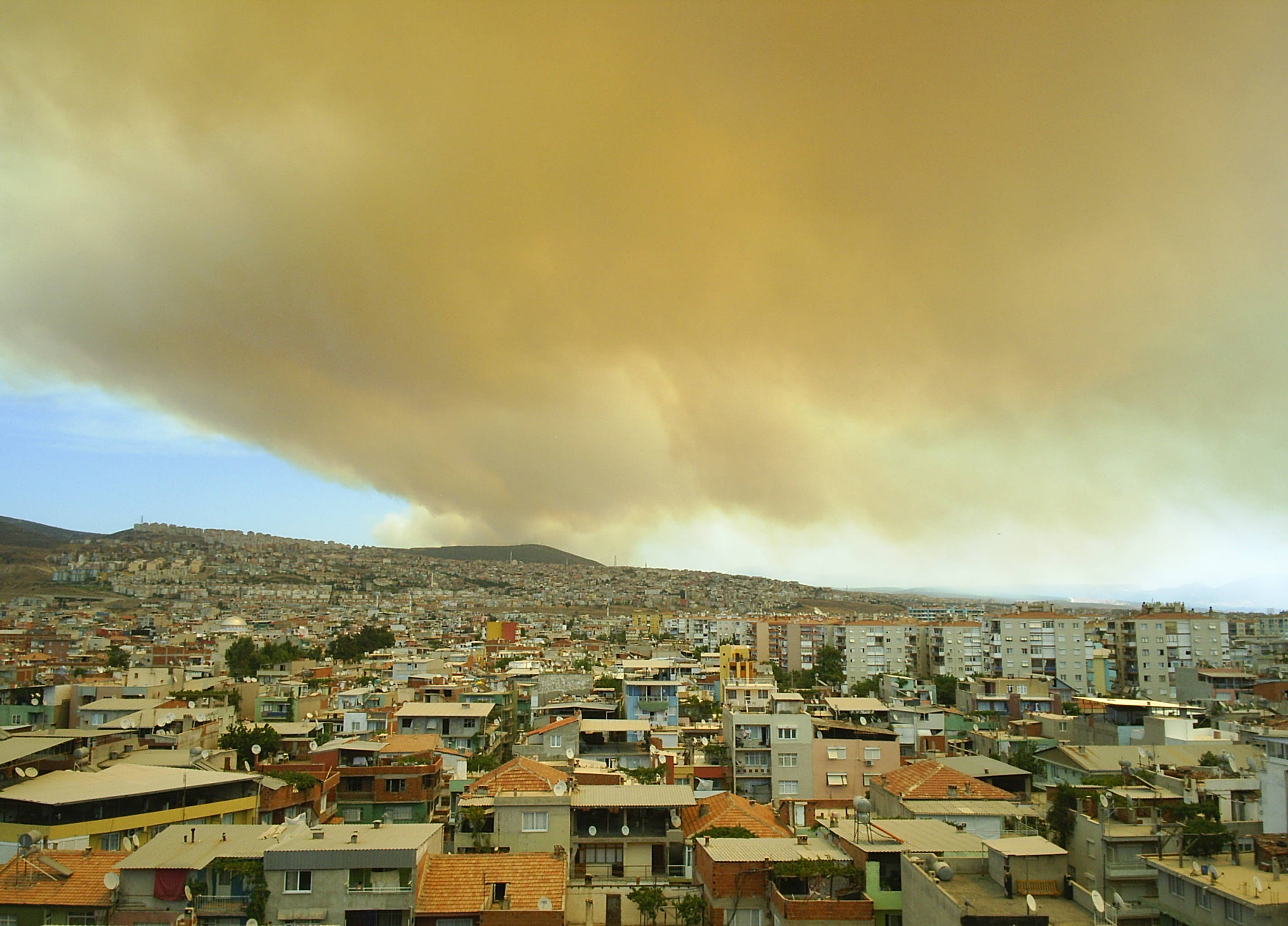
Rök.

Ad-Dukhān (arabiska: سورة الدخان) ("Rök") är den fyrtiofjärde suran i Koranen med 59 verser (ayah).
Suran börjar med att ära Allahs (Guds) makt och kraft. Den klargör att Allah förstör icke-troende nationer, såsom Han gjorde mot egyptierna. Verserna 43-46 beskriver Jahannam. I verserna 51-57 beskriver Allah Jannah och lovar jungfrur till de belönade männen.